# Andrew Wood (Musiker)
Andrew Patrick „Andy“ Wood (* 8. Januar 1966 in Columbus, Mississippi; † 19. März 1990 in Seattle, Washington) war ein US-amerikanischer Rockmusiker und Sänger.

## Leben
Andrew Wood war der dritte Sohn des Navy-Offiziers David Wood. Nach etlichen Umzügen und einem damit verbundenen Aufenthalt in Deutschland wurde David Wood auf Bainbridge Island vor der Küste Seattles stationiert.
Nach einem Konzert der Rockgruppe Kiss 1977 beschlossen Andrew und sein älterer Bruder Kevin, Rockmusiker werden zu wollen. Zusammen mit dem Schulfreund Regan Hagar gründeten sie die Band Malfunkshun mit Andrew als Sänger und Bassist, Kevin an der Gitarre und Regan Hagar als Schlagzeuger.
Wood ließ sich vor allem im Auftreten von damaligen Glamour-Stars wie Freddie Mercury, Elton John und David Bowie beeinflussen. Schon beim ersten Auftritt kam er grell geschminkt auf die Bühne. Er legte sich den Künstlernamen L’Andrew zu und fungierte als Frontman.
Der Band gelang es nie, einen eigenen Plattenvertrag zu bekommen, sie steuerte aber 1985 das Lied With Yo’ Heart (Not Yo’ Hands) zum Sampler Deep Six des gerade gegründeten Independent Labels C/Z Records bei, auf dem auch andere Bands der Szene wie U-Men, Soundgarden oder Green River ihre ersten musikalischen Gehversuche unternahmen.
Nach acht Jahren Malfunkshun begann Wood alleine als L’Andrew the Lovechild durch die Clubs von Seattle zu ziehen. Er saß am Klavier, und die Begleitmusik kam von einem Tonband, das er zu Hause aufgenommen hatte. Zu dieser Zeit trennte sich die bis dahin bekannteste Band der Szene, Green River, und Andrew Wood wurde von dem Gitarristen Stone Gossard und dem Bassisten Jeff Ament angesprochen, ob er nicht der Frontman bei einer neuen Gruppe werden wolle. Nach einigem Zögern, wahrscheinlich aus Rücksicht auf seinen Bruder Kevin, sagte er zu.
Zusammen mit Regan Hagar und Bruce Fairweather, dem zweiten Gitarristen der Band Green River, gründeten Wood, Ament und Gossard 1987 die Gruppe Lords of the Wasteland. Hagar verließ die neue Band bereits im selben Jahr und wurde durch Greg Gilmore ersetzt, der bereits bei Ten Minutes Warning das Schlagzeug gespielt hatte. Die Musiker benannten sich erneut um in Mother Love Bone. Der Legende nach soll Wood den Namen aus dem Lied Capricorn Sister den anderen im Bandraum so lange vorgesagt haben, bis diese endlich zustimmten.
Als Frontman von Mother Love Bone legte Wood die Schminke und damit L’Andrew zur Seite und ahmte niemanden mehr nach. Er war für alle Texte der Band verantwortlich und arbeitete zudem an der Musik mit. Anfang 1988 ging man zunächst ins Studio, um die EP Shine bei einem bandeigenen Indielabel aufzunehmen, und anschließend auf Tour. Bis zum Jahresende hatte die Band einen Vertrag bei Polygram. Mittlerweile setzte langsam Hype auf Bands aus Seattle und Umgebung an.
Mitte 1989 begab sich Wood zum zweiten Mal in eine Entzugsklinik für Heroinabhängige. Er hatte bereits als Teenager Drogenprobleme und sich nach seinem ersten Kurzaufenthalt in Seattle zum ersten Mal in eine Klinik begeben. Nach seiner Entlassung Mitte Dezember trat Mother Love Bone am 29. Dezember 1989 zum letzten Mal live auf. Anschließend widmete man sich den Arbeiten an der LP Apple, doch am 16. März 1990, zwei Wochen vor Erscheinen des Albums, wurde Wood im komatösen Zustand von seiner Freundin in deren Wohnung aufgefunden. Wood hatte nach drei Monaten einen Rückfall erlitten und sich dabei versehentlich eine Überdosis Heroin gespritzt. Nach drei Tagen entschloss sich die Familie zusammen mit Freunden und der Band, die lebenserhaltenden Geräte abschalten zu lassen. Unter dem Eindruck seines Todes veröffentlichte der damalige Mitbewohner von Wood, Chris Cornell, einige Zeit später das Album Temple of the Dog, unter anderem zusammen mit Ament und Gossard.

## Musikalischer Stil
Im Gegensatz zu den meisten seiner Alterskollegen in Seattle komponierte Andy Wood keine Metal-Stücke, sondern Rockmusik, die unter anderem von Glamrock wie T. Rex und Slade inspiriert wurden. Bei Mother Love Bone wurde dies noch verstärkt mit den zündenden Grooves von Aments Bassspiel. Seine größten Auftritte hatte er aber bei den von ihm eigens komponierten Klavierballaden wie Bone China und vor allem bei Chloe Dancer/Crown Of Thorns. Woods musikalischer Stil hatte über seinen Tod hinaus Einfluss auf Gossard und Ament, die ab 1991 mit Pearl Jam erfolgreich waren.

## Diskographie
- 1988: Shine (mit Mother Love Bone)
- 1990: Apple (mit Mother Love Bone)
- 1992: Mother Love Bone (Shine und Apple zusammen + 1 Single), posthum
- 1996: Return to Olympus (mit Malfunkshun), posthum von Stone Gossard erstellt
- 2014: Hold Your Head Up b/w Holy Roller (mit Mother Love Bone) 7"Vinyl